# Vistrorio
Vistrorio (piemonti nyelven Vistror) egy olasz község a Piemont régióban, Torino megyében.

## Látványosságok
- 14. századi parókiatemplom
- román stílusú harangtorony
- San Rocco templom